# Grupo Europa de las Naciones Soberanas
El Grupo Europa de las Naciones Soberanas (en inglés: Europe of Sovereign Nations Group) es un grupo político del Parlamento Europeo creado en la décima legislatura del Parlamento Europeo.

## Historia
Los planes para que la AfD forme un nuevo grupo político llamado “Los Soberanistas” se dieron a conocer poco después de las elecciones al Parlamento Europeo de 2024. Los eurodiputados de AfD habían sido expulsados del grupo Identidad y Democracia (ID) poco antes de las elecciones debido a los informes sobre supuestos simpatías neonazis por parte de los líderes de la AfD. La delegación de AfD excluyó al candidato principal Maximilian Krah y lideró un intento fallido de ser reintegrado en ID. El 4 de julio de 2024, el eurodiputado checo Ivan David (SPD) anunció la formación de un grupo político con la AfD. El 10 de julio, el grupo fue oficialmente fundado.
En la reunión constitutiva, René Aust (AfD) y Stanisław Tyszka (NN) fueron elegidos copresidentes del grupo parlamentario, con Sarah Knafo (Reconquista), Milan Uhrík (Republika) y Stanislav Stoyanov (Renacimiento) siendo elegidos como vicepresidentes.

## Miembros
Todos los miembros de este grupo parlamentario pertenecen, a su vez, al partido Europa de las Naciones Soberanas:
| País            | Miembro                                                             | Eurodiputados |
| --------------- | ------------------------------------------------------------------- | ------------- |
| Alemania        | Alternativa para Alemania                                           | 15/96         |
| Bulgaria        | Renacimiento                                                        | 3/17          |
| Eslovaquia      | República                                                           | 2/14          |
| Francia         | Reconquista                                                         | 1/81          |
| Hungría         | Movimiento Nuestra Patria                                           | 1/21          |
| Lituania        | Unión del Pueblo y la Justicia                                      | 1/11          |
| Polonia         | Coalición para la Renovación de la República - Libertad y Esperanza | 3/53          |
| República Checa | Libertad y Democracia Directa                                       | 1/21          |